# Asplenium azoricum
Asplenium azoricum là một loài dương xỉ trong họ Aspleniaceae. Loài này được Lovis, Rasbach & Reichst. mô tả khoa học đầu tiên năm 1977.
Danh pháp khoa học của loài này chưa được làm sáng tỏ. 

## Hình ảnh

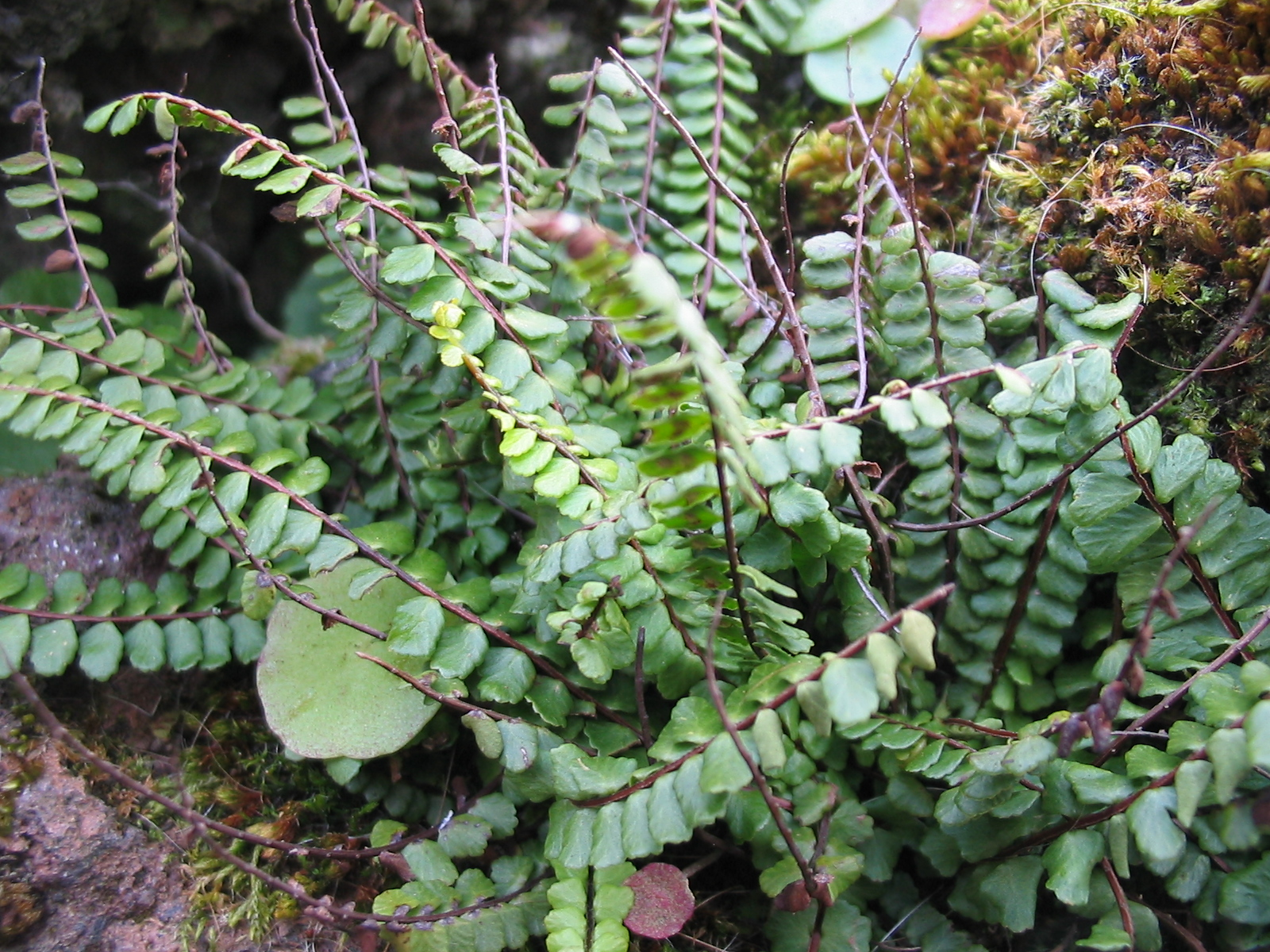
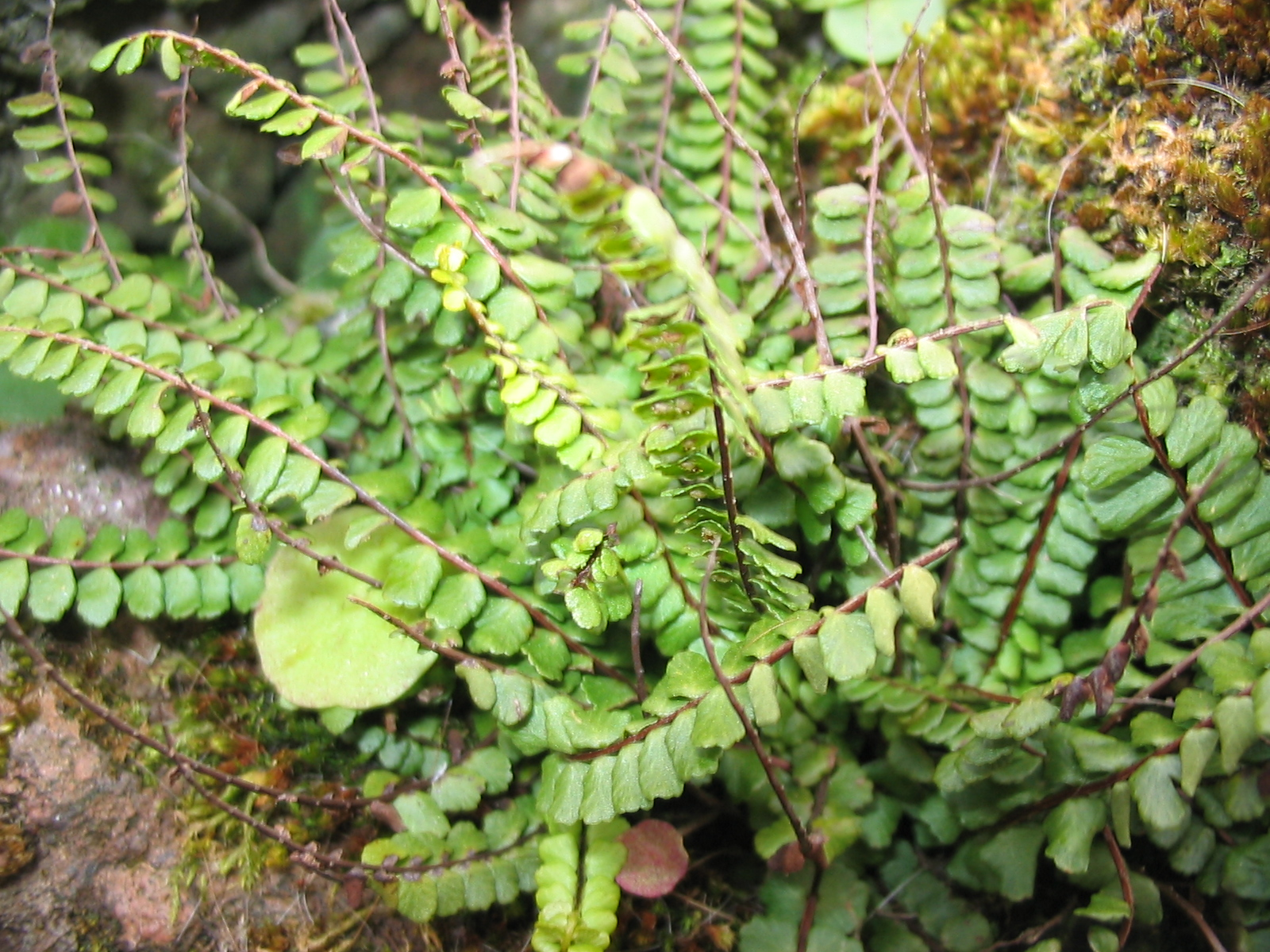
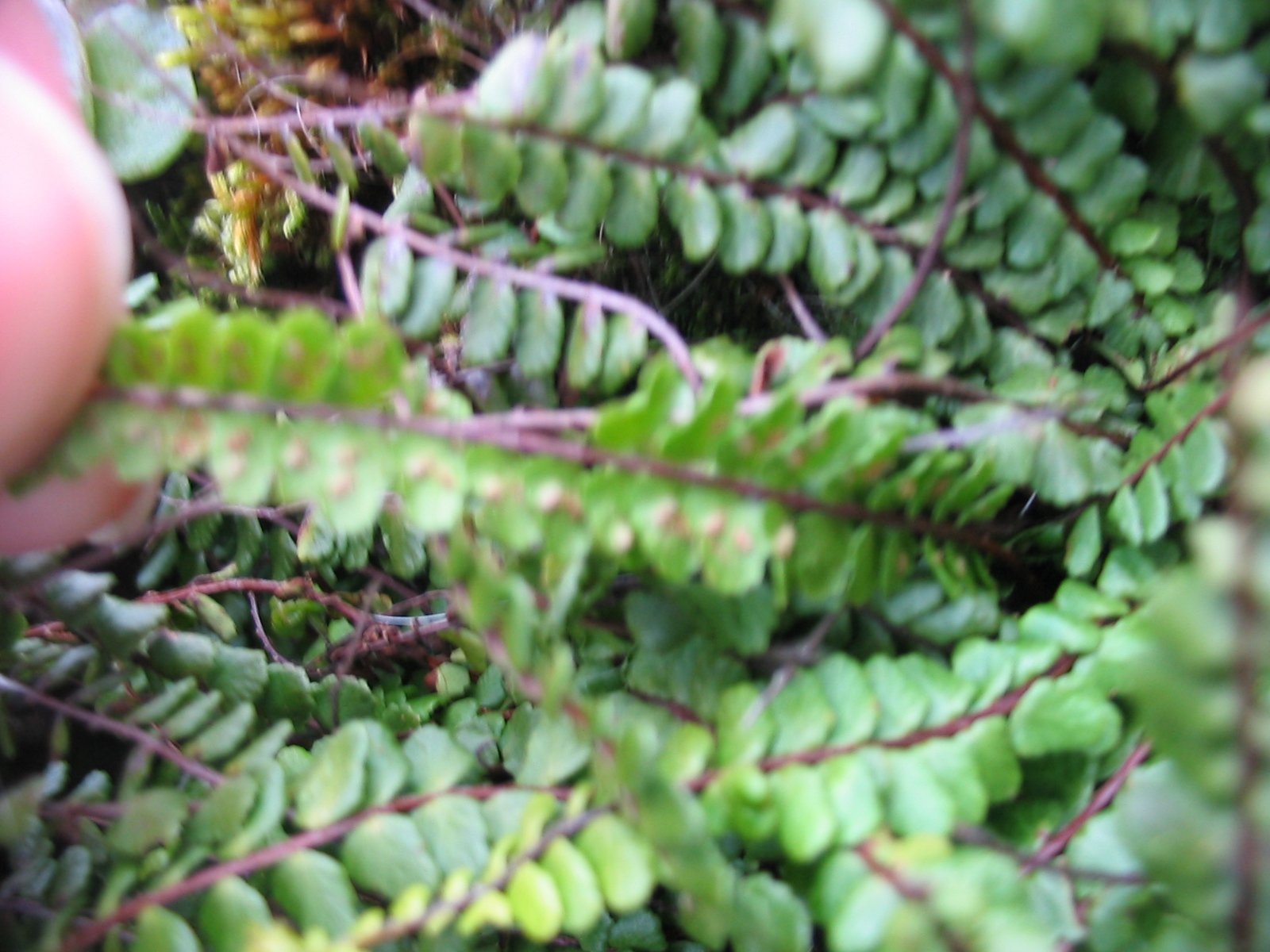